# Холецистит
Холецисти́т (лат. cholecystitis, від грец. χολή — «жовч» + κύστις — «міхур») — запалення жовчного міхура.

## Класифікація
За клінічним перебігом:
- Гострий холецистит
- Підгострий холецистит
- Хронічний холецистит

## Етіологія та патогенез
Причинами виникнення холециститу та холангіту (запалення жовчних проток) є ураження різними інфекційними хворобами, аутолітичне враження слизової оболонки жовчного міхура при проникненні в нього соку підшлункової залози, глистяна інвазія. Останнім часом виникнення холециститу пов'язують також з вірусною природою (внаслідок вірусного гепатиту).
Сприяють виникненню холециститу застій жовчі в жовчному міхурі, наявність жовчних каменів, дискінезія жовчних шляхів, яка виникає під впливом стресових станів і негативних емоцій, розлади функцій ендокринної, центральної і вегетативної нервових систем. Велику роль у вирішенні цієї хвороби відіграють переїдання, особливо жирної їжі, надмірна маса тіла, гіподинамія, шкідливі звички: споживання алкоголю, куріння та надмірне захоплення прянощами; розлади моторної функції кишечника, зокрема так звані звичні запори.
Виділяють гострий і хронічний холецистит, які надто важко піддаються лікуванню. На хронічний холецистит хворіють роками, іноді десятиліттями. Холецистит часто ускладнюється запаленням жовчних шляхів (холангітом), іноді запаленням підшлункової залози (панкреатитом).

## Симптоми
Основні ознаки гострого холециститу: нападоподібний біль у правій половині живота, що іррадіюють в праве плече, лопатку; нудота і блювання; озноб і підвищення температури тіла; можливі жовтяниця і свербіння шкірного покриву. Небезпечне ускладнення холециститу — перитоніт.
Інші симптоми холециститу включають: здуття живота, порушення апетиту, пітливість. Симптоми хронічного холециститу зазвичай з'являються поступово протягом кількох тижнів чи місяців. Біль може з часом посилюватись, і стан може прогресувати до загострення.

## Лікування
Існує 2 методи лікування: консервативне та оперативне.
Консервативна терапія включає:
- зняття запального синдрому (спазмолітики, новокаїнові блокади, ненаркотичні анальгетики);
- постійна декомпресія шлунка, холод на ділянку правого підребір'я;
- неспецифічна детоксикаційна терапія;
- корекція електролітного балансу і гемокоагуляційних порушень;
- кардіальна і судинна терапія;
- протизапальна терапія;
- імуномодулятори, гепатопротектори;
- антиферментна терапія (туласилон, гордокс, Е-АКК);
- дієтотерапія;

Вибір хірургічного лікування залежить від багатьох факторів. Найтиповішою операцією є лапароскопічна холецистектомія, однак, це не єдиний метод хірургічного лікування холециститу.
Для лікування і діагностики калькульозного холециститу, який виникає при жовчнокам'яній хворобі (холедохолітіаз), іноді використовують й ендоскопічну ретроградну холангіопанкреатографію.